# فردریک دو توارنیکی
فردریک دو توارنیکی (به فرانسوی: Frédéric de Towarnicki) (زاده ۱۹۲۰ در اتریش- ۱۶ ژانویه ۲۰۰۸ در پاریس) روزنامه‌نگار، منتقد ادبی و مترجم فرانسوی بود.